# (4040) Purcell
(4040) Purcell (1987 SN1) – planetoida z pasa głównego asteroid okrążająca Słońce w ciągu 4,37 lat w średniej odległości 2,67 j.a. Odkryta 21 września 1987 roku.